# Calamus myriocladus
Calamus myriocladus är en enhjärtbladig växtart som beskrevs av Karl Ewald Maximilian Burret. Calamus myriocladus ingår i släktet Calamus och familjen Arecaceae. Inga underarter finns listade i Catalogue of Life.